# Haematopota theobaldi
Haematopota theobaldi är en tvåvingeart som beskrevs av Carter 1915. Haematopota theobaldi ingår i släktet Haematopota och familjen bromsar. Inga underarter finns listade i Catalogue of Life.